# Александровська сільська рада (Александровський район)
Алекса́ндровська сільська рада (рос. Александровский сельский совет) — сільське поселення у складі Александровського району Оренбурзької області Росії.
Адміністративний центр — село Александровка.

## Населення
Населення — 4568 осіб (2019; 4430 в 2010, 4654 у 2002).

## Склад
До складу сільської ради входять:
| Населений пункт     | Населення, осіб (2002) | Населення, осіб (2010) |
| ------------------- | ---------------------- | ---------------------- |
| Александровка, село | 4152                   | 3988                   |
| Буранний, селище    | 320                    | 266                    |
| Підгорний, селище   | 182                    | 176                    |